# 班德尔保险足球俱乐部
班德爾保險足球俱樂部（Bendel Insurance Football Club），是尼日利亚贝宁城的一支足球俱乐部。2004/05赛季取得20支球队参加的尼日利亚足球甲级联赛第 12 名 （页面存档备份，存于）。球队的主场是可以容纳20,000人的塞缪尔·奥格贝马蒂亚体育场。 （页面存档备份，存于）.

## 成绩
- 尼日利亚足球甲级联赛: 2次

1973年, 1979年
- 尼日利亚足协杯: 3次

1972年, 1978年, 1980年
- 非洲足协杯: 1次

1994年